# Ocrepeira tumida
Ocrepeira tumida är en spindelart som först beskrevs av Eugen von Keyserling 1865.  Ocrepeira tumida ingår i släktet Ocrepeira och familjen hjulspindlar. Inga underarter finns listade i Catalogue of Life.